# كأس الاتحاد الإنجليزي 1984–85
كأس الاتحاد الإنجليزي 1984–85 (بالإنجليزية: 1984–85 FA Cup)‏ هو الموسم 104 من  كأس الاتحاد الإنجليزي. الذي يشرف على تنظيمه الاتحاد الإنجليزي لكرة القدم، وفاز فيه مانشستر يونايتد.